# Tisbintra nankaurica
Tisbintra nankaurica är en kräftdjursart som beskrevs av Sewell 1940. Tisbintra nankaurica ingår i släktet Tisbintra och familjen Tisbidae. Inga underarter finns listade i Catalogue of Life.